# Société de musique de chambre pour instruments à vent
La Société de musique de chambre pour instruments à vent est une société de concerts française fondée en 1879 par Paul Taffanel afin de diffuser et promouvoir le répertoire de la musique de chambre pour instruments à vent.

## Historique
La Société de musique de chambre pour instruments à vent est un ensemble français fondé en 1879 par le flûtiste Paul Taffanel. L'effectif instrumental réunit, outre l'octuor à vent de tradition classique et hérité de l'Harmoniemusik (Musique d'harmonie, en l'occurrence deux hautbois, deux clarinettes, deux cors et deux bassons), une flûte et un piano. Le pianiste attitré à la création de la société est Louis Diémer et les instrumentistes à vent des membres des orchestres de l'Opéra de Paris ou de l'Opéra-Comique : les hautboïstes Georges Gillet et Auguste Sautet, les clarinettistes Charles Turban et Arthur Grisez, les cornistes Jean Garigue et Henri Dupont, et les bassonistes Jean Espaignet et François Villaufret. 
La Revue et gazette musicale de Paris précise les intentions de l'ensemble : « Un groupe d'artistes vient de se réunir, comme nous l'avons dit, dans le louable but de faire mieux connaître la musique de chambre écrite pour instruments à vent, qu'on néglige vraiment trop dans nos concerts. »
Le concert inaugural est donné le 6 février 1879 aux salons Pleyel-Wolff, avec au programme l'Octuor à vent, op. 103, de Beethoven, la Sonate pour flûte en si mineur de Bach, Aubade pour quintette à vent de Barthe, et le Quintette pour piano et vents de Rubinstein, donnant le ton de beaucoup de programmes à venir, construits autour d'une pièce classique, d'une pièce soliste, d'une création française et d'une œuvre étrangère contemporaine.
Après quinze années d'existence, rythmées par six concerts environ par saison musicale, Taffanel devenant en 1893 chef de la Société des concerts du Conservatoire puis chef de l'orchestre de l'Opéra de Paris, la Société de musique de chambre pour instruments à vent cesse ses activités, un dernier concert ayant lieu le 4 mai 1893 avec la sérénade « Gran Partita » de Mozart au programme. Mais l'ensemble est ressuscité quelques années plus tard, et ses activités, sous la houlette du clarinettiste Prosper Mimart  et du hautboïste Georges Longy, reprennent activement à compter de 1898, pour se prolonger jusqu'au début de la Première Guerre mondiale. En 1904 par exemple, la Société est composée de Philippe Gaubert à la flûte, de Louis Bas et Louis Bleuzet aux hautbois, Prosper Mimart et Henri Lefèbvre aux clarinettes, Jean Pénable et Louis-Édouard Vuillermoz aux cors, Louis Letellier et Ch. Bourdeau aux bassons, et Gabriel Grovlez au piano, et donne quatre séances à la salle Pleyel, « fidèle à son programme [de faire] une part égale à la musique ancienne et à la musique moderne, offrant même les splendeurs de son exécution aux essais des nouveaux venus. »
La Société, devenu orchestre à partir de 1940 sous la direction de Fernand Oubradous, cesse définitivement ses activités en 1979.

## Répertoire

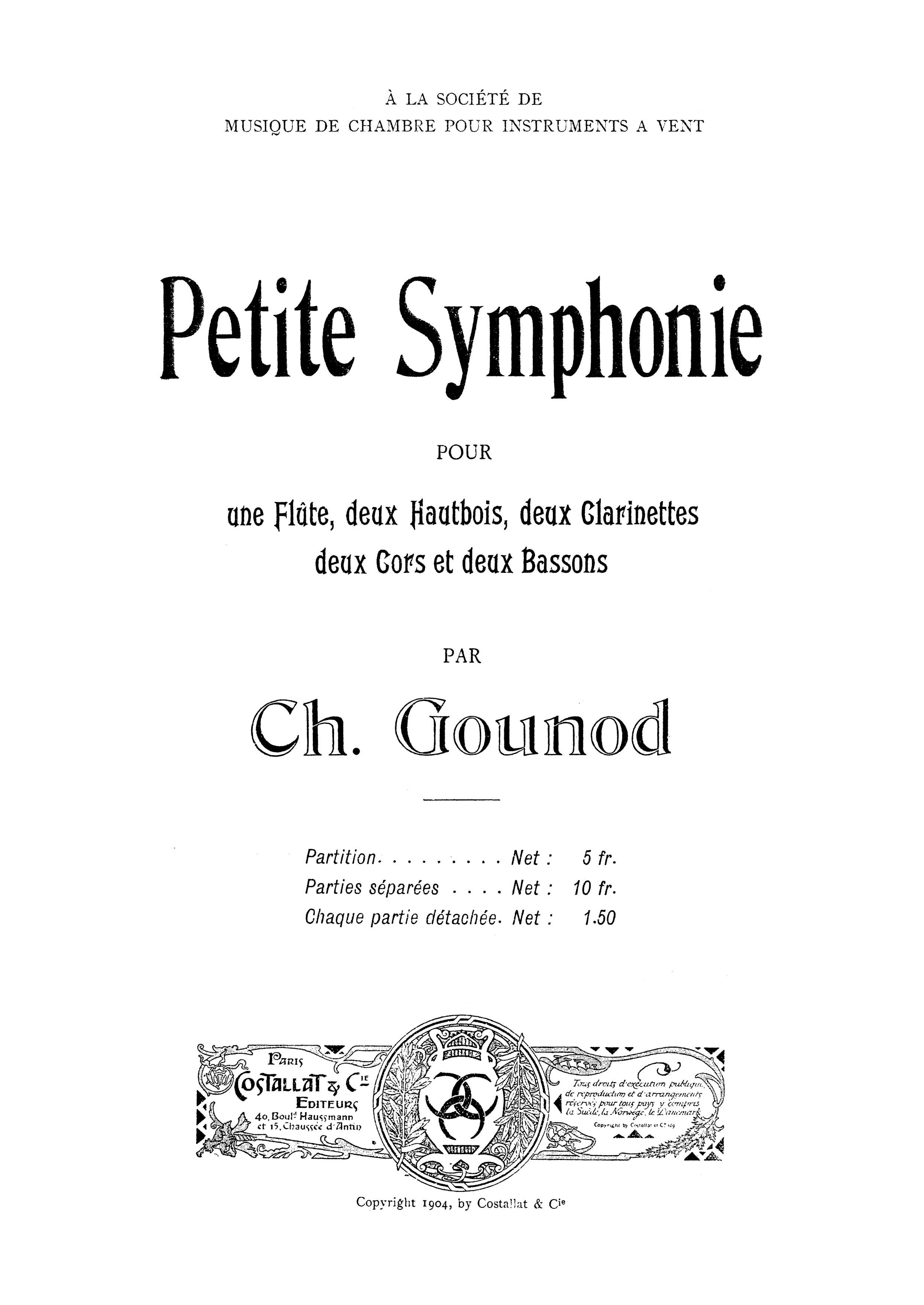
Couverture de la première édition de la Petite symphonie de Gounod, dédiée (et créée par) à la Société de musique de chambre pour instruments à vent.

La qualité musicale de l'ensemble est régulièrement saluée. Ainsi, la revue Musica relate en 1904 plusieurs comptes rendus élogieux de la presse allemande à l'occasion d'une tournée dans le pays : « Nous avons également en Allemagne de vrais artistes sur les instruments à vent. Mais pour parler franchement, dans l’art des instruments en bois à vent, les Français sont supérieurs. Leur exactitude, leur souplesse, leur finesse, leur homogénéité en exécutant un morceau de musique peut servir de modèle à tous les artistes. »
Au cours des quinze premières années de son histoire, la Société présente environ 150 œuvres différentes, dont une cinquantaine de créations. Parmi celles-ci figurent en bonne place, aux côtés de premières exécutions en France de pièces pour vents de Haendel, Mozart, Beethoven ou Schubert, des partitions nouvelles de compositeurs français, comme le Divertissement, op. 36, d'Émile Bernard, la Petite symphonie pour instruments à vent de Charles Gounod, dédiée à la Société, ainsi que la Suite pour quintette à vent, op. 57, de Charles Lefebvre, ou Chanson et danses de Vincent d'Indy.